# Asthenia podaliriaria
Asthenia podaliriaria är en fjärilsart som beskrevs av John Obadiah Westwood 1841. Asthenia podaliriaria ingår i släktet Asthenia och familjen påfågelsspinnare. Inga underarter finns listade i Catalogue of Life.